# 後藤香織 (声優)
後藤 香織（ごとう かおり、1985年8月31日 - ）は、日本の元女性声優。大分県出身。

## 人物
以前はJTBエンタテインメントに所属していた。
声優になる以前は九州でバスガイドをしていた。きっかけは、小学生の頃に国語の音読で教師にほめられたことがあり、それがうれしく「声を使って何かお仕事ができたらいいな」と思っていたという。その頃、テレビアニメ『美少女戦士セーラームーン』などのアニメも好きで、「声優もいいな」、「でもアナウンサーにもなりたいな」と考えていたという。高校時代は放送部に所属していた。全国放送コンテストに向けて毎日練習しており、全国大会にも出ることができ、その時に初上京していた。
その後はバスガイドとして一旦就職したが、声優に憧れを持ち続けていたという。ちょうど会社の同期にも声優に興味があった人物がいたため、「一緒にやってみよう！」ということで、福岡の養成所に入所。在学中にのちに所属することになるJTBエンタテインメントの人物が説明会に来ていたが、抜き打ちオーディションが始まって、突然のチャンスにあたふたしながら受けていたという。
2020年現在は活動を引退、もしくは休止している。

## 後任
後藤の引退に伴い、持ち役を引き継いだ声優は以下の通り。
| 後任       | 役名   | 作品                     | 後任の初担当作品 |
| ---------- | ------ | ------------------------ | ---------------- |
| 杉村ちか子 | 羽鳥晶 | 『ガールフレンド（仮）』 | 2020年7月以降    |

## 出演

### テレビアニメ
- 輪るピングドラム（2011年、水族館の男の子、女性ファン2、先生〈女〉）
- フリージング（2011年、女子生徒）

### 劇場アニメ
- RE:cycle of the PENGUINDRUM（2022年） - 前後編[一覧 1]

### OVA
- 暗殺教室（2013年、片岡メグ） - ジャンプスーパーアニメツアー2013上映作品

### ゲーム
- ガールフレンド（仮）（2013年、羽鳥晶〈初代〉[4]）

### 吹き替え
- インベージョン・デイ-合衆国陥落の日-（レイチェル[5]）
- サファリ（マヤ[6]）
- ハイジャッキング（リゼル[7]）
- 複数の時計（シーラ[8]）
- プリマス行き急行列車（フローレンス）
- 兵器人間（マギー[9]）
- マーセナリーズ（ビアトリス）
- BEASTLY（ケンドラ[10]）
- ヨンガシ 変異増殖（ヨンジュ[11]）

### ラジオドラマ
- ラジオ日本『カフェラテ・ドラマファクトリー』（アイコ）

### ナレーション
- ユーキャン通信講座「簿記三級スタートアップDVD」
- 夢コンサート

### シリーズ一覧
1. ↑  前編『君の列車は生存戦略』、後編『僕は君を愛してる』